# Hanafuda
O hanafuda (em japonês: 花札, em português: "cartas de flores") é um baralho japonês de 48 cartas, geralmente feitas de cartão. Suas cartas são menores que as do baralho francês, medindo 5,4 × 3,2 cm. O baralho é dividido em doze naipes de quatro cartas, cada um representando um mês do ano. As cartas trazem ilustrações detalhadas de paisagens japonesas, com uma flor nativa para cada naipe. O verso das cartas quase sempre é completamente liso, preto ou vermelho. No Japão, os jogos mais populares são o koi-koi e o hachi-hachi. O oicho-kabu, tradicionalmente jogado com outro baralho, o kabufuda, também pode ser jogado com hanafuda. Seu uso é tradicionalmente ligado a cassinos e jogos de azar.
Durante a expansão do Império Japonês, o baralho foi introduzido a Palau e à Coreia, onde é conhecido por hwatu (em hangul: 화투, em hanja: 花鬪, em português: "batalha das flores"). Na Coreia, os jogos são comumente jogados em família, especialmente durante festividades como o ano-novo lunar. Alguns dos jogos mais populares nesse país são o go-stop e o seotda. Os baralhos coreanos são geralmente feitos de plástico e trazem ilustrações um pouco simplificadas, além de incluir curingas de uso opcional no go-stop. Em Palau, há apenas um jogo, chamado simplesmente de hanahuda. O baralho também possui relativa popularidade no Havaí, para onde foi levado por imigrantes japoneses. Os baralhos havaianos geralmente são maiores, de tamanho similar ao baralho francês. O jogo mais popular no Havaí é a sakura.

## História
Os jogos de cartas foram introduzidos ao Japão no século XVI por mercantes portugueses. Estes utilizavam o baralho espanhol, que possui 48 cartas divididas em quatro naipes. Como os baralhos eram apenas fabricados na Europa, era inevitável que as cartas fossem danificadas nas bordas ao longo das viagens. Para igualá-las, refilava-se o baralho inteiro toda vez que uma carta ficava marcada. Quando os navios portugueses chegavam ao Japão, as cartas já haviam perdido boa parte de seu tamanho, o que deu às cartas japonesas suas características dimensões reduzidas. Os primeiros baralhos feitos no Japão, chamados de tenshō karuta, eram imitações fiéis desses baralhos, ao ponto dos cavalos dos valetes serem desenhados sem as cabeças, perdidas nas aparas do original durante a viagem. O jogo mais popular era um derivado do ombre renegado, o jogo de baralho mais popular da Europa à época. Com o fechamento das fronteiras do Japão em 1633, os baralhos estrangeiros foram proibidos.
Em 1648, o Xogunato Tokugawa baniu o tenshō karuta. Isso desencadeou em uma sucessão de novos baralhos: quando o governo bania um, outro era criado para substituí-lo, com gravuras cada vez mais abstratas para disfarçar sua origem estrangeira, até que em 1791, todos os baralhos foram banidos.

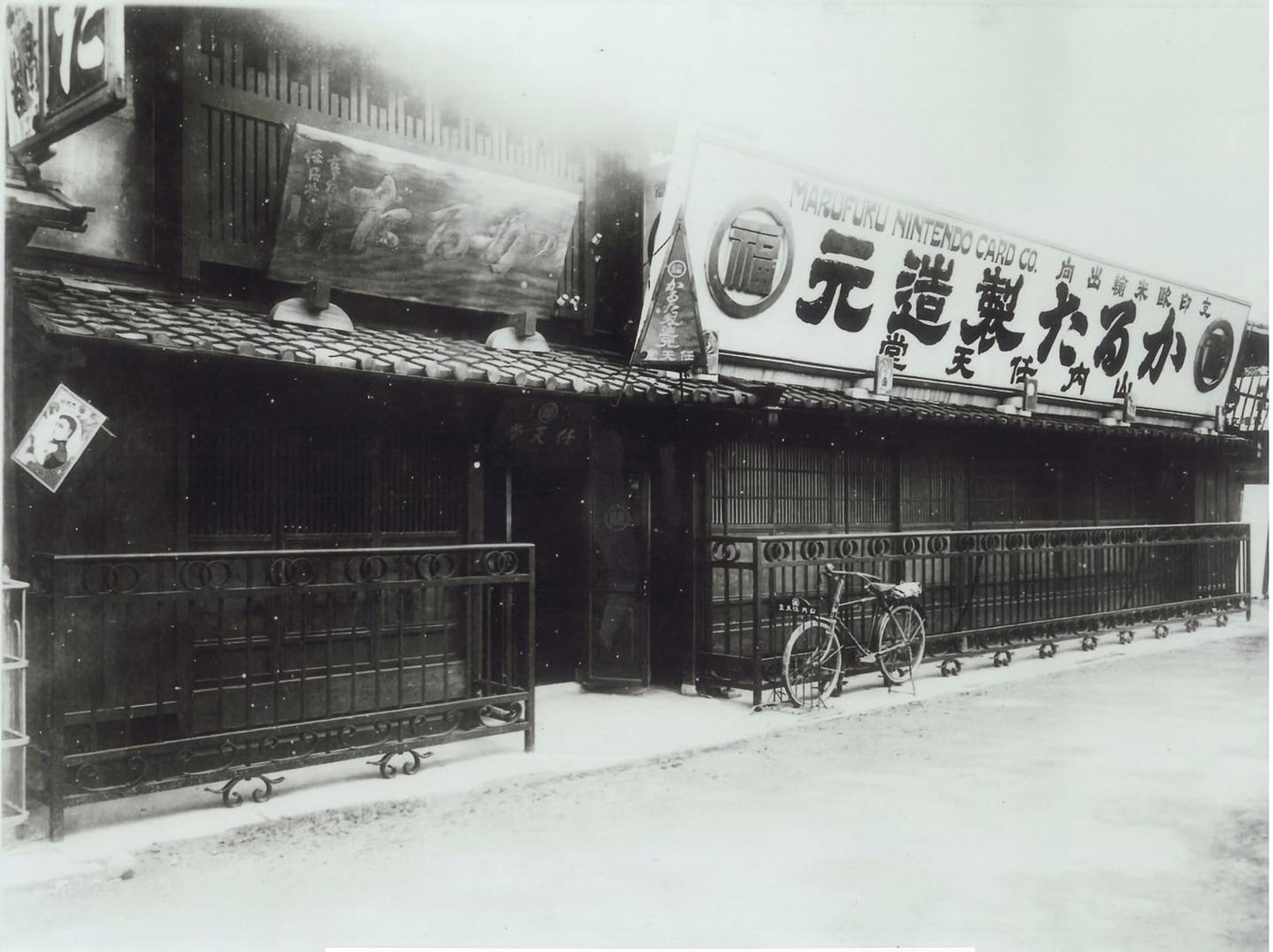
Sede da Nintendo em Quioto, fotografada em 1889.

O documento mais antigo que cita o hanafuda, ainda sob o nome de hana awase, é datado de 1816, listando-o como um jogo de azar proibido. Enquanto seus antecessores em sua maioria possuíam quatro naipes de doze cartas, o hanafuda traz doze naipes de quatro cartas. Os baralhos só voltariam a ser tolerados pelas autoridades durante a era Meiji.
Em 1889, a Nintendo foi fundada como uma fabricante de hanafuda feito à mão. Apesar de ter mudado seu foco por diversas vezes, a empresa continua fabricando os baralhos até hoje para o mercado japonês.

## Cartas
O hanafuda possui 48 cartas divididas em doze naipes, que representam os meses do ano. Cada naipe é representado por uma flor e possui quatro cartas.
Há quatro tipos de cartas: hikari (iluminada), tane (animal), tanzaku (fita) e kasu (lixo). Apesar de haver quatro tipos de cartas e quatro cartas em cada naipe, o único naipe que possui uma carta de cada tipo é novembro (salgueiro). Em sua maioria, os naipes possuem duas cartas kasu, uma carta tanzaku e uma quarta carta que pode ser tane ou hikari — fora novembro, as exceções são agosto, com duas kasu, uma tane e uma hikari, e dezembro, com três kasu e uma hikari. Os tipos de cartas têm um valor nominal: as hikari valem 20 pontos, as tane, 10 pontos, as tanzaku, 5 pontos e as kasu, 1 ponto. Apesar desses valores serem usados em alguns jogos, como o mushi, muitos jogos não os utilizam, ou aplicam alguns valores diferentes a certas cartas específicas.
| Mês / Naipe Flor         | Hikari (20 pontos) | Hikari (20 pontos)  | Tane (10 pontos) | Tane (10 pontos) | Tanzaku (5 pontos) | Tanzaku (5 pontos) | Kasu (1 ponto) | Kasu (1 ponto) |
| ------------------------ | ------------------ | ------------------- | ---------------- | ---------------- | ------------------ | ------------------ | -------------- | -------------- |
| Janeiro Pinheiro         |                    | Grou e Sol nascente |                  |                  |                    | Poesia             |                | 2 cartas       |
| Fevereiro Umê            |                    |                     |                  | Ugúissu          |                    | Poesia             |                | 2 cartas       |
| Março Sakura             |                    | Cortina             |                  |                  |                    | Poesia             |                | 2 cartas       |
| Abril Glicínia           |                    |                     |                  | Cuco             |                    | Fita simples       |                | 2 cartas       |
| Maio Lírio               |                    |                     |                  | Cais             |                    | Fita simples       |                | 2 cartas       |
| Junho Peônia             |                    |                     |                  | Borboletas       |                    | Fita azul          |                | 2 cartas       |
| Julho Lespedeza          |                    |                     |                  | Porco-do-mato    |                    | Fita simples       |                | 2 cartas       |
| Agosto Capim-pisca-pisca |                    | Lua cheia           |                  | Gansos           |                    |                    |                | 2 cartas       |
| Setembro Crisântemo      |                    |                     |                  | Copo de saquê    |                    | Fita azul          |                | 2 cartas       |
| Outubro Bordo            |                    |                     |                  | Veado            |                    | Fita azul          |                | 2 cartas       |
| Novembro Salgueiro       |                    | Ono no Michikaze    |                  | Andorinha        |                    | Fita simples       |                | Raio           |
| Dezembro Kiri-japonês    |                    | Fênix               |                  |                  |                    |                    |                | 3 cartas       |

1. ↑  芒 (susuki) também pode significar capim-das-pampas.
2. ↑  小野道風, pai do shodō.

No hwatu coreano, os naipes de novembro e dezembro são invertidos. Também há algumas diferenças gráficas: as fitas azuis contêm poesia e as cartas hikari são marcadas com o caractere 光.
Alguns baralhos mais recentes contêm um ou dois naipes extra, criados pela própria gráfica, usados para permitir que se joguem alguns jogos com mais pessoas do que geralmente é possível. Nos baralhos coreanos, é comum a adição de alguns curingas, cujas funções variam de gráfica para gráfica, para uso opcional no go-stop. Na Coreia, também é comum se incluir uma carta do raio a mais com uma marcação, para ser usada no lugar da carta normal quando se decide aferir o valor de 2 pontos à carta.
Muitos baralhos também incluem uma carta em branco de reserva, e às vezes uma carta a mais (geralmente a tanzaku de março), que fica do lado de fora da caixinha para servir de amostra da qualidade das cartas.

### Texto
Algumas cartas do hanafuda contêm texto. Além das cartas da tabela abaixo, as kasu de dezembro geralmente trazem na borda inferior a marca do baralho, de forma semelhante ao ás de espadas do baralho francês. Na Coreia, também é comum sobrepor-se a logomarca do fabricante à lua cheia da hikari de agosto.
| Carta | Descrição                                                                                     |
| ----- | --------------------------------------------------------------------------------------------- |
|       | akayoroshi (あ𛀙よろし, “vermelho é bom”)                                                     |
|       | mi-Yoshino (みよしの), em referência a Yoshino, cidade conhecida por suas cerejeiras híbridas |
|       | {kotobuki (寿, “vida longa”)                                                                  |